# Lepechinellopsis inaequicaudata
Lepechinellopsis inaequicaudata is een vlokreeftensoort uit de familie van de Atylidae. De wetenschappelijke naam van de soort is voor het eerst geldig gepubliceerd in 1983 door Ledoyer.